# Antarctothoa bougainvillei
Antarctothoa bougainvillei is een mosdiertjessoort uit de familie van de Hippothoidae. De wetenschappelijke naam van de soort is, als Escharina bougainvillei, voor het eerst geldig gepubliceerd in 1842 door d'Orbigny.